# Castelluccio Valmaggiore
Castelluccio Valmaggiore – miejscowość i gmina we Włoszech, w regionie Apulia, w prowincji Foggia.
Według danych na rok 2004 gminę zamieszkiwało 1469 osób, 56,5 os./km².